# 質性研究
質性研究，或稱質化研究、定性研究，是一種在社會科學及教育學領域常使用的研究方法，通常是相對量化研究而言。質性研究實際上並不是指單一種方法，而是許多不同研究方法的統稱，由於他們都不屬於量化研究，被歸成同一類探討。其中包含但不限於民族誌研究、論述分析、訪談研究等。質性研究者的目的是更深入瞭解人類行為、及其理由。質性研究方法調查人類決策制定的理由和方法，而不只是人做出什麼決定、在何時何處做出決定而已。
因此，相對於量化研究，質性研究專注於更小但更集中的樣本，產生關於特定研究個案的資訊或知識。

## 發展歷史
直到1970年代，「質性研究」這個詞都還被視為人類學或社會學的研究方法。而1970年代至1980年代，其他學科開始採用質性研究，定性研究逐漸變成教育研究、社會工作研究、女性研究、殘疾研究、資訊研究、管理研究、護理研究、醫學研究、政治科學、心理學、傳播、人机交互、计算机支持的协同工作、软件及系统设计研究和其他領域的重要研究類型。在這個階段，研究者透過質性研究來調查新消費商品的產品定位或行銷機會。1980年代晚期至1990年代，企業花費在傳統媒體廣告的開支開始減少，故必須研究和尋求更有效率進行廣告的方式。
關於量化研究與質性研究之間孰者較適當的爭論一直存在。質性研究強調，數據分析可能產生可信度的問題，或者模型不夠精確的問題。

## 特色

### 評量量表[1]
- 非比較式量表
  - 範例：性別、宗教傾向、興趣喜好
- 逐項式量表
  - 痛苦程度量表、服務滿意程度

## 相關理論及方法
- 紮根理論（Grounded Theory）
- 現象學（Phenomenology）
- 認識論（Epistemology）
- 批判理論（Critical Theory）
- 個案研究（Case Study）
- 田野調查（Fieldwork）
- 參與觀察（Participant Observation）
- 主題分析（Thematic analysis）
- 視覺分析（Visual Analysis）
- 論述分析 （Discourse Analysis）
- 民族誌 （Ethnography）

## 参看
- MAXQDA研究软件